# Jeanne Demessieux
Jeanne Marie Madeleine Demessieux, född 13 februari 1921 i Montpellier, död 11 november 1968. Fransk orgelvirtuos och kompositör. Elev till Marcel Dupré. Organist i Sainte Madeleine i Paris.
Mest känd av hennes orgelstycken är nog Te Deum. Hon har också skrivit Poème för orgel och orkester.

## Verkförteckning

### Orgelverk
- Nativité op. 4 (1943/44)
- Six Études op. 5 (1944):
  - Pointes
  - Tierces
  - Sixtes
  - Accords alternés
  - Notes répétées
  - Octaves
- Sept Meditations sur le Saint-Esprit op. 6 (1945-1947):
  - Veni Sancte Spiritus
  - Les Eaux
  - Pentecôte
  - Dogme
  - Consolateur
  - Paix
  - Lumière
- Triptyque op. 7 (1947):
  - Prélude
  - Adagio
  - Fugue
- Douze Choral-Préludes op. 8 (1947):
  - Rorate Caeli
  - Adeste Fideles
  - Attende Domine
  - Stabat Mater
  - Vexilla Regis
  - Hosanna Filio David
  - O Filii
  - Veni Creator Spiritus
  - Ubi Caritas
  - In Manus Tuas
  - Tu Es Petrus
  - Domine Jesu
- Andante (Chant donné) (1953. In: 64 Leçons d'Harmonie, offertes en hommage à Jean Gallon, edited by Claude Delvincourt.)
- Te Deum op. 11 (1957/58)
- Répons pour le Temps de Pâques: Victimae Paschali Laudes (1962/63)
- Répons pour les Temps Liturgiques (1962-66):
  - Répons pour le Temps du Très-Saint-Rosaire: Ave Maria
  - Répons pour le Temps d’Advent: Consolamini
  - Répons pour le Temps du Saint-Sacrement: Lauda Sion (première version, 1963)
  - Répons pour le Temps du Saint-Sacrement: Lauda Sion (seconde version, 1966)
- Prélude et fugue en Ut op. 13 (1964)

### Verk för orgel och orkester
- Poème op. 9  (1949)

## Utmärkelser
- Riddare av Hederslegionen
- Riddare av Kronorden

[Redigera Wikidata]